# Kapitulna

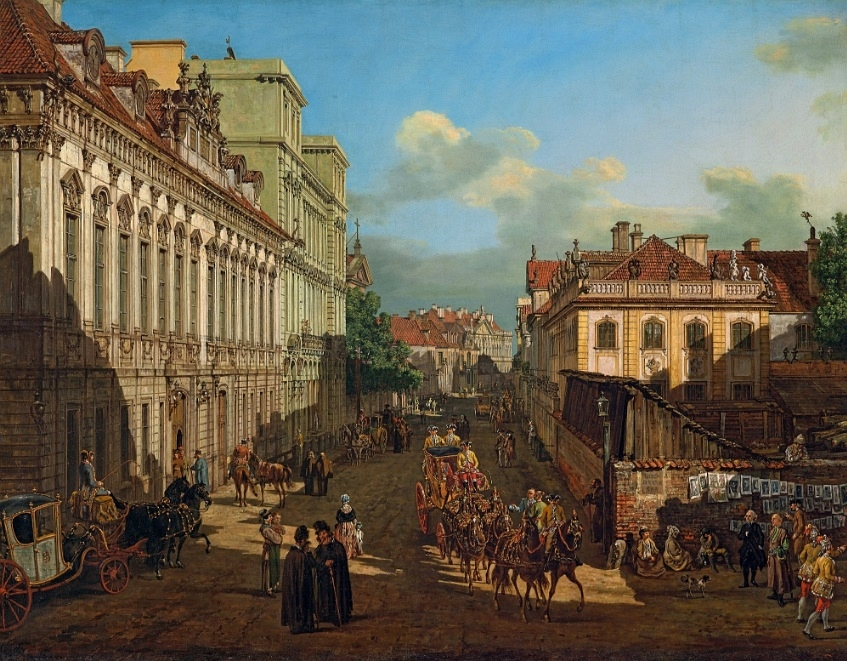
Bernardo Bellotto, Ulica Miodowa – zachodnia pierzeja jurydyki (po lewej)

Kapitulna, także Zadzikowska – warszawska jurydyka założona w 1638, znajdująca się pomiędzy ulicami Podwale i Miodową.

## Opis
Jurydyka została założona przez biskupa krakowskiego i kanclerza wielkiego koronnego Jakuba Zadzika na podstawie konstytucji sejmowej z 1638. Znajdowała się pod zarządem kapituły kolegiaty św. Jana. Jej obszar rozciągał się między Podwalem a ul. Miodową, po obu stronach uliczki, która także otrzymała później nazwę Kapitulna. 
W 1731 jurydykę przyłączono do jurydyki Dziekanka.
W latach 1791–1794 jurydyka została włączona do Warszawy.